# Carmen Ruiz Sutil
Carmen Ruiz Sutil (Cambil, Jaén) es una profesora de derecho internacional privado de la Universidad de Granada.

## Biografía
Nació en Cambil (Jaén). Es licenciada en Derecho por la Universidad de Jaén y doctora en Derecho por la Universidad de Granada. Es profesora titular de derecho internacional privado en la Universidad de Granada.
Entre sus líneas de investigación, destacan Derecho Internacional Privado de la Familia y Derecho Comparado, especialmente el Derecho de familia marroquí; Derecho de sucesiones e Iberoamérica; Derecho de Extranjería y Nacionalidad; Extranjeras víctimas Violencia de Género y Trata con fines explotación sexual; Menores expuestos a la violencia de género, y la Sustracción internacional.

## Obra
Ha publicado más de 30 artículos en revistas indexadas y de reconocido prestigio, 15 capítulos de libros, 2 monografías y 5 obras colectivas en las que he participado como directora. Entre sus trabajos destacados se encuentran:
- (Monografía) Filiación hispano-marroquí, Navarra, Thomson Reuters- Civitas, 2011, ISBN 978-84-470-3814-5
- (Monografía) Las violencias de género en entornos transfronterizos. Interconexión de las perspectivas de extranjería, asilo y del derecho internacional privado, Madrid, Dykinson, 2023.
- (Coeditora y autora) La mujer inmigrante víctima de violencia de género y la aplicación del Derecho de extranjería y Nacionalidad española. Guía para la actuación jurídica, editorial Instituto Andaluz de la Mujer, Sevilla, 2010
- (Coeditora y autora) Mementos en Experto de Extranjería, Editorial Lefebvre-El Derecho, 2017, 2019, 2021 y 2023 (4ª y 5ª edic.)